# 사이 올리버
사이 올리버(Sy Oliver, 1910년 12월 17일~1988년 5월 28일)는 미국의 재즈 작곡가이자 가수이다.

## 개요
올리버는 미국 미시간주 배틀크리크에서 태어났다. 가수였던 아버지에게서 트럼펫을 배웠으며, 1933년에는 지미 랜스포드, 1939년부터는 편곡자로서 토미 도시 악단에 들어가, 그 탁월한 편곡으로 이룩된 최고의 스윙 효과로써 두 악단에 기여하였다. 또한 그는 트럼페터·가수로서도 유니크한 뉘앙스를 지니는데, 2차대전 후에는 다시 도시 악단으로 되돌아갔고, 후에는 자기의 악단을 만들어 방송에도 출연하였다. 그리고 레코드 디렉터로서도 많은 작품을 세상에 내놓았다.
올리버는 1988년 5월 28일 뉴욕 시에서 사망했다.

## 같이 보기
- 스윙 음악